# Eismerszell
Eismerszell ist ein Gemeindeteil von Moorenweis im oberbayerischen Landkreis Fürstenfeldbruck. Das Kirchdorf liegt circa zwei Kilometer südwestlich von Moorenweis.

## Geschichte
Im Jahr 1179 wurde der Ort als „Isinbrechteszella“ erstmals genannt.
Anlässlich der Gemeindegebietsreform in Bayern wurde die ehemals selbständige Gemeinde Eismerszell am 1. Juli 1972 zu Moorenweis eingegliedert.

## Baudenkmäler
Siehe auch: Liste der Baudenkmäler in Eismerszell
- Katholische Filialkirche St. Georg

## Bodendenkmäler
Siehe: Liste der Bodendenkmäler in Moorenweis